# Stadtkirche St. Georg (Arneburg)

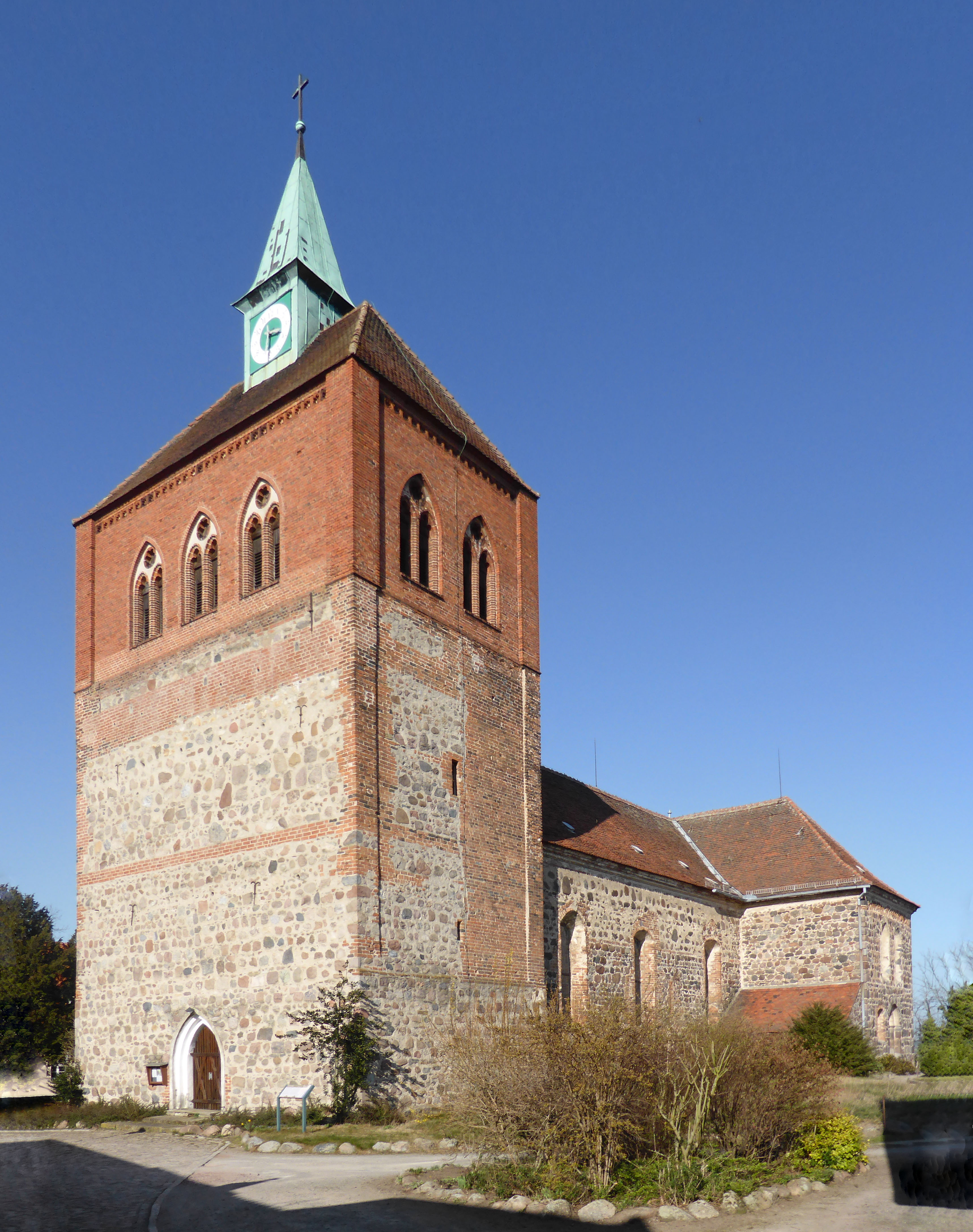
Ansicht von Südwesten

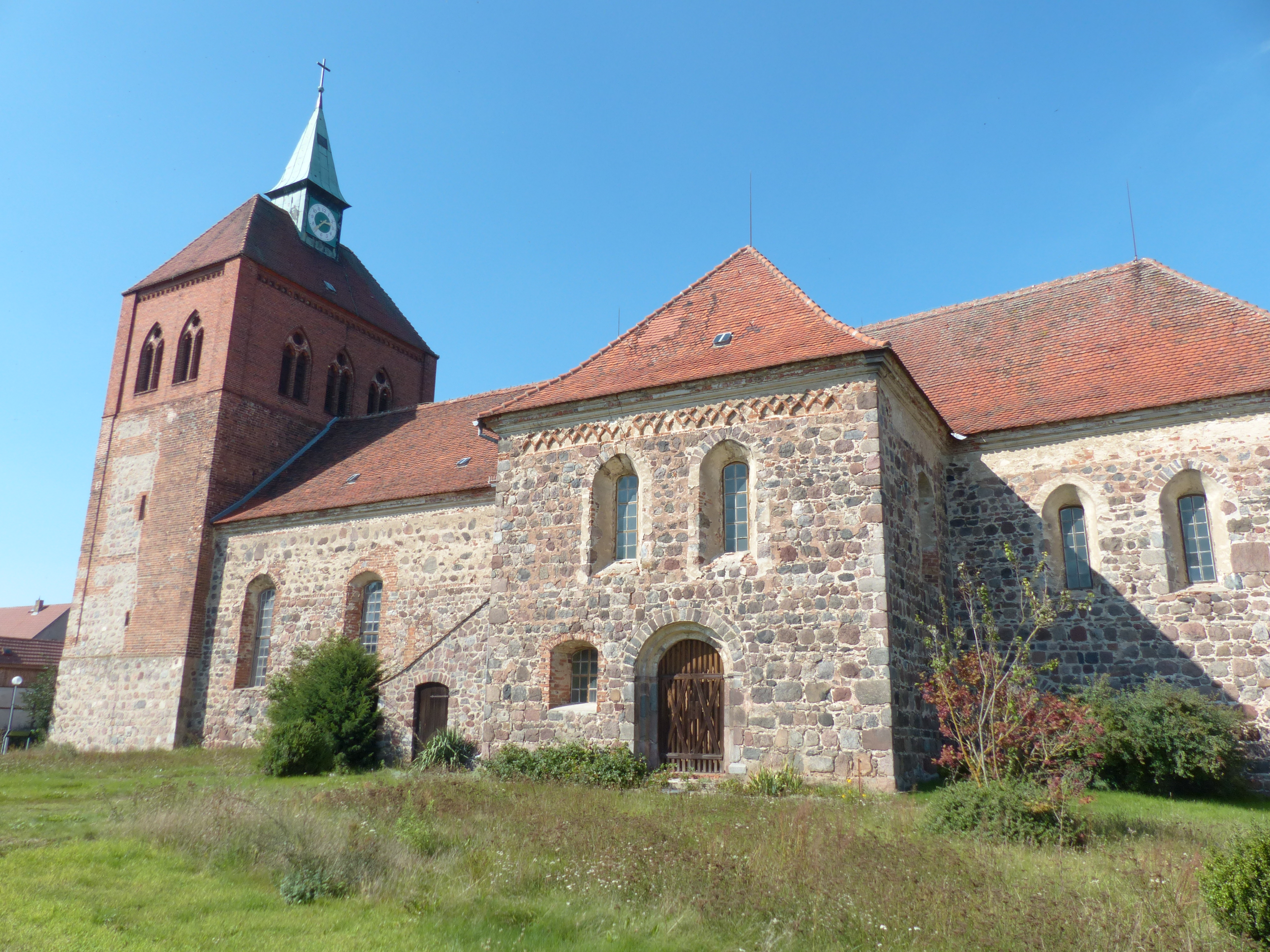
Ansicht von Südosten

Die Stadtkirche St. Georg ist die Hauptkirche der Stadt Arneburg im Landkreis Stendal in Sachsen-Anhalt.
Das nach dem heiligen Georg benannte Gotteshaus gehört zum Kirchenkreis Stendal der Evangelischen Kirche in Mitteldeutschland.

## Geschichte
Neben der ersten, um 925 gegründeten Burg soll 981 ein Benediktinerkloster gegründet worden sein. Jedoch wurden 997 die Burg und die daran anschließende Siedlung von den seit 985 jenseits der Elbe unabhängigen Slawen zerstört. Danach wurde zwar 1025 eine neue Burg gebaut, aber für einen monumentalen Kirchenbau war die Lage wohl erst in der zweiten Hälfte des 12. Jahrhunderts sicher genug. Sowohl nach den ursprünglichen Fensteröffnungen als auch nach dem Verband des Feldsteinmauerwerks kann das Langhaus aus dem 12. Jahrhundert stammen, wurden Querhaus und Chor aber erst im frühen 13. Jahrhundert errichtet. Im weiteren Verlauf des Mittelalters wurde die Traufhöhe des Langhauses derjenigen der östlichen Gebäudeteile angepasst. Das Sockelgeschoss des Turms kann in seinem östlichen Teil so alt sein wie das Langhaus. Seine Westhälfte ist einmal eingestürzt und noch im Mittelalter wiederaufgebaut worden.
Bei dem Stadtbrand 1767 brannte das Innere der Kirche vollständig aus. Der Wiederaufbau war 1774 abgeschlossen. 1868 wurde der Turm um ein Glockenhaus aus Backsteinen erhöht und das gotischen Vorbildern folgende Westportal in den Turmunterbau gebrochen. Gleichzeitig wurde die Ausstattung weitgehend erneuert.
Zwischen 1979 und 1985 wurde der Innenraum der Kirche erneut umgestaltet. Das Gestühl in der Vierung wurde entfernt und hier ein schlichter Altartisch aufgestellt. Zwei zugemauerte Chorfenster wurden wieder geöffnet. Der alte Altar wurde entfernt. Aus der Kapelle des ehemaligen Heiliggeist-Hospitals in Quedlinburg stammen der jetzt aufgestellte Barockaltar und die Kanzel.

## Beschreibung

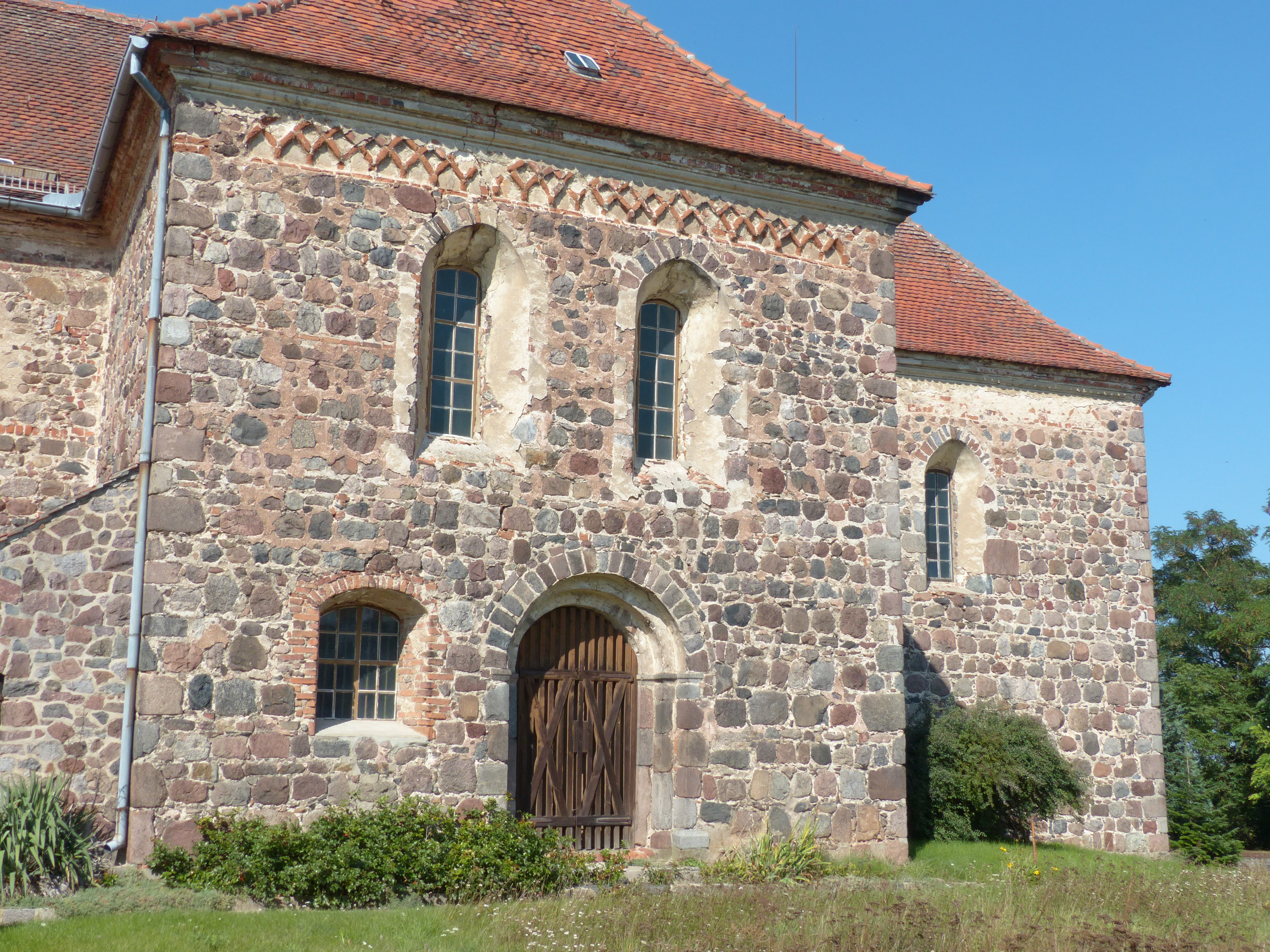
Querhaus mit Backsteinfries, Fenster leicht spitzbogig, Stufenportal mit Flachschicht

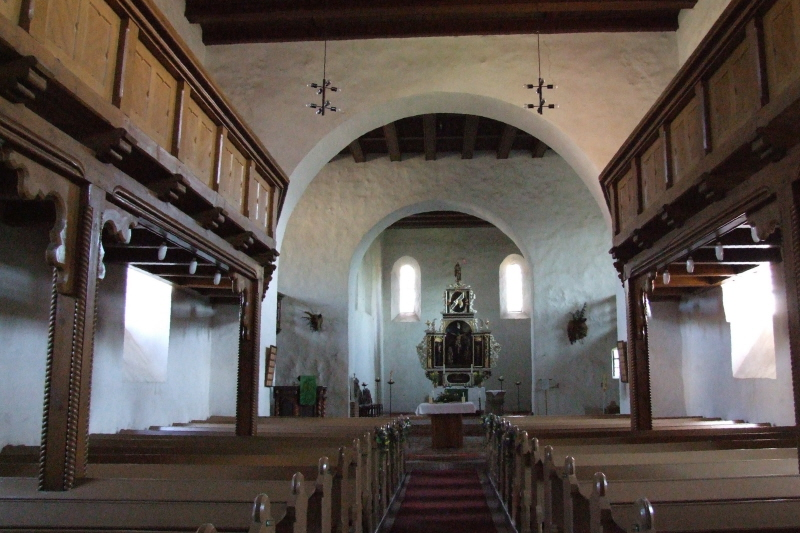
Langhaus, Querhaus, Chor, zwei romanische Triumphbögen

Die Kirche hat einen kreuzförmigen Grundriss mit rechteckig ohne Apsis schließendem Chor, Querhaus, Langhaus und einem dessen Breite übertreffenden querrechteckigen Westturm. Der Chor weicht in seiner Längsachse von der Achse des Langhauses ab, was vielerorts mit theologischer Absicht erklärt wird. Die Feldsteinmauern der Kirche sind bis zu 1,3 Meter stark.
Das Feldsteinmauerwerk des Langhauses ist auf der Nordseite bis zu einer Lage aus Backsteinbindern etwas unterhalb der heutigen Fensterbögen sehr regelmäßig, was auf hohes Alter schließen lässt, auf der Südseite teils regelmäßig, teils nicht, was aus Mangel angeeignetem Material oder aus späteren Reparaturen begründet sein kann. Die neben der Turmbasis ältesten wohl leidlich im Ursprungszustand erhaltenen Teile sind Chor und Querhaus. Das Feldsteinmauerwerk ist hier großenteils lagenhaft, mit lagen aus sehr großen Steinen und Fugenfüllungen aus kleinen Brocken, auch Ziegelbruch. Die Bögen der Fenster und Portale bestehen abgesehen von späteren Reparaturen aus Granitquadern. Das sehr sorgfältig mit einer Flachschicht ausgeführte, gestufte Querhausportal und die heute vermauerte Priesterpforte sind rundbogig. Die Fenster sind zwar in der Glaseben rundbogig, aber in der äußeren Wandebene schon spitzbogig, Ausdruck eines Übergangs von der Romanik zur Gotik. Oberhalb der Scheitel der Fensterbögen befindet sich ein hoher Traufenfries aus einander kreuzenden Zackenlinien, bei genauer Betrachtung angedeuteter Spitzbögen. Im Unterschied zu den runden Kreuzbogenfriesen der Klosterkirche in Jerichow, mit der um 1170 die Verwendung von Backstein in dieser Region begann, sind im Arneburger Fries kaum Formsteine verwendet.
Ungerade verlaufende senkrechte Trennlinien in den Seitenwänden des Turms, die auf einen Einsturz hindeuten, teilen sein Mauerwerk in eine ältere östliche un eine jüngere westliche Hälfte. Der etwa vier Meter hohe Turmunterbau besteht in der östlichen Hälfte aus sehr ordentlichem Feldsteinmauerwerk. Darüber gibt es seitlich zwei bis drei Backsteinlagen und darüber einen leichten Rücksprung. Die Osthälfte des Turmschaftes ist aus Backstein im für das Mittelalter typischen Wendischen Verband.
Die Westhälfte besteht aus einer Kombination von nicht sehr regelmäßigem Feldsteinmauerwerk und Backstein. In beiden Teilen sind die Mauerecken an den Seitenwänden durch Lisenen hervorgehoben, an Ostwand und Westwand jedoch nicht. Das Glockengeschoss ist neugotisch ( s. o.).
Die Fenster des Schiffs wurden schon bei seiner Erhöhung in der Gotik verändert und dann nach dem Brand im 17. Jahrhundert oben erneuert und nach unten verlängert.
Im Gegensatz zu den Fassaden zeigt der flach gedeckte Kirchenraum innen nur romanische und neuzeitliche Gestaltung. Auffälligerweise gibt es keine „ausgeschiedene“ Vierung, sondern nur zwei Triumphbögen, einen zwischen Schiff und Querhaus und einen zwischen Querhaus und Chor.

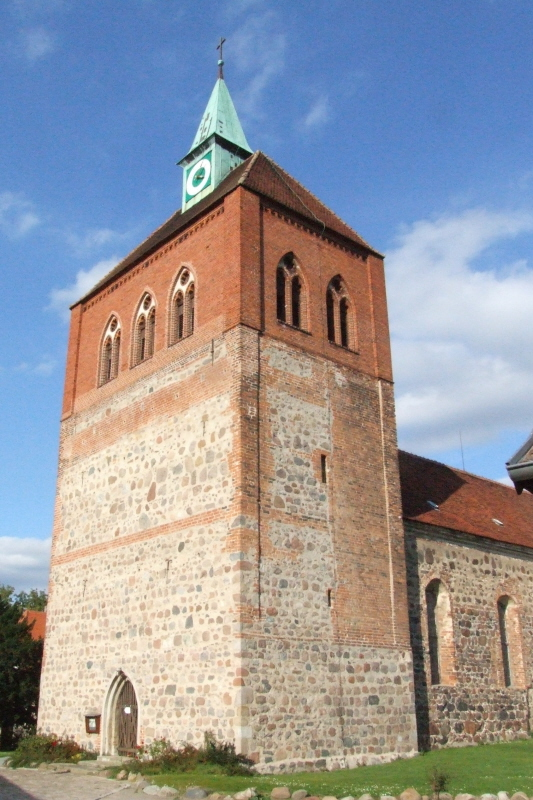
Westturm
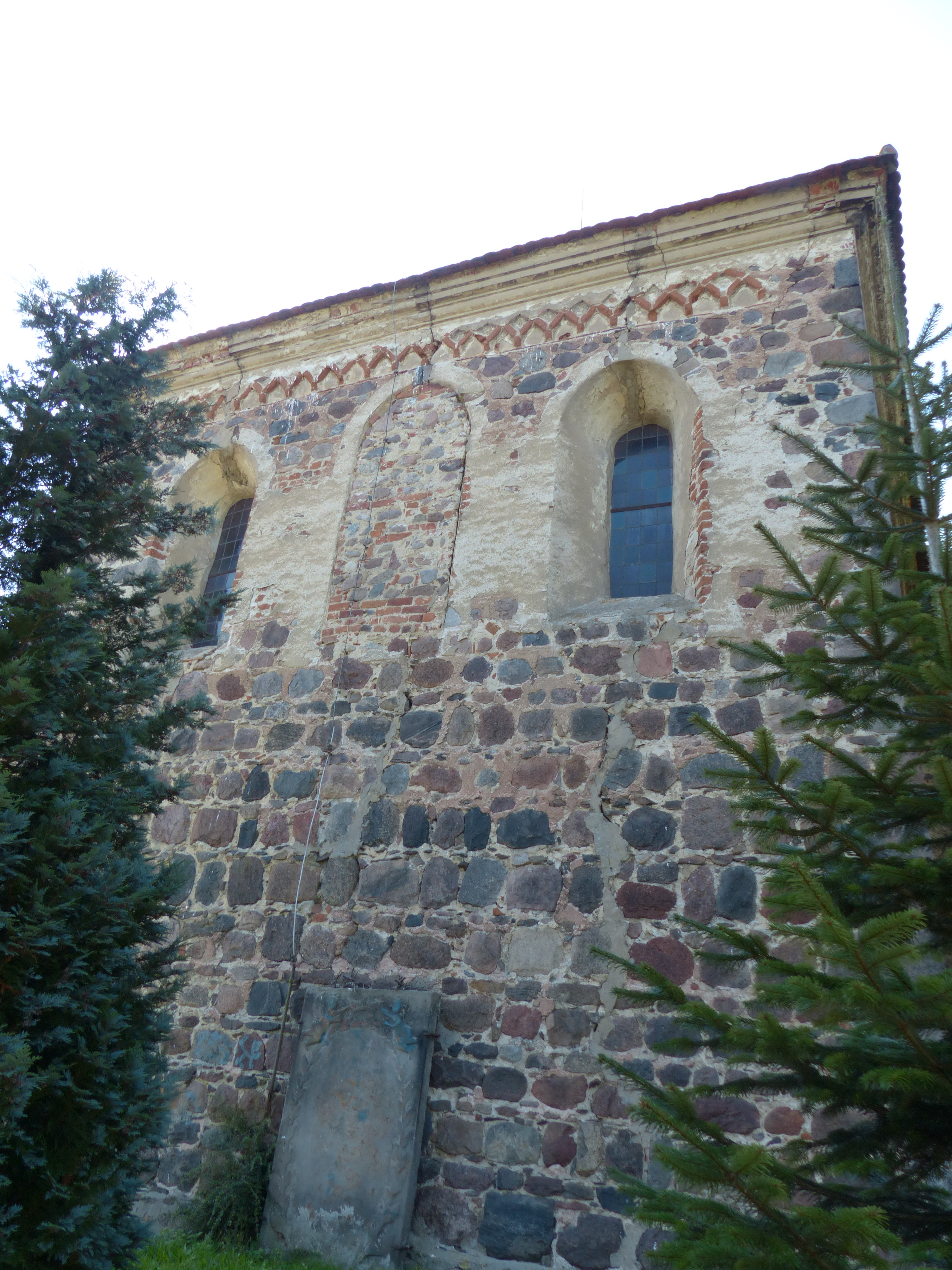
Ostgiebel
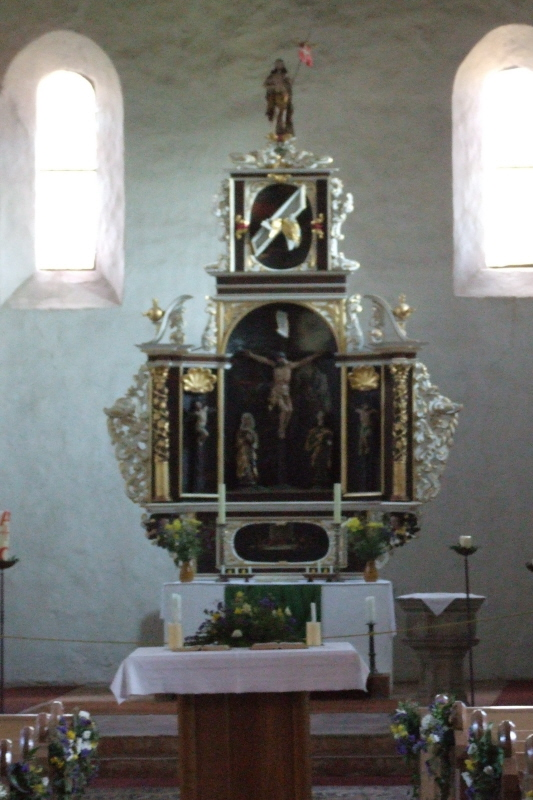
Barockaltar
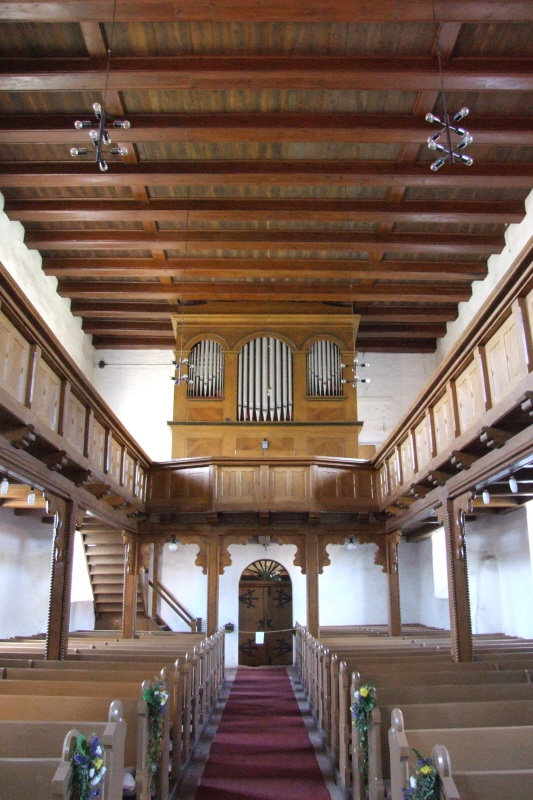
Gemeindeemporen und Orgel

## Orgel
Die Orgel wurde in den Jahren 1818 bis 1821 von dem Orgelbauer August Zabel erbaut. Das Schleifladen-Instrument hat 20 Register auf zwei Manualwerken und Pedal. Die Spiel- und Registertrakturen sind mechanisch.
Nachdem die Orgel am 4. Advent 1821 eingeweiht wurde, wurde sie 2011 zum 190-jährigen Jubiläum wieder festlich eingeweiht. Die Restaurierung führte die Firma Hermann Eule Orgelbau Bautzen aus.
| I Hauptwerk C–f3 |             |     |
| 1.               | Bordun      | 16′ |
| 2.               | Principal   | 8′  |
| 3.               | Bordun      | 8′  |
| 4.               | Gamba       | 8′  |
| 5.               | Octave      | 4′  |
| 6.               | Rohrflöte   | 4′  |
| 7.               | Superoctave | 2′  |
| 8.               | Mixtur IV   | 2′  |
| 9.               | Trompete    | 8′  |

| II Hinterwerk C–f3 |                 |    |
| 10.                | Geigenprincipal | 8′ |
| 11.                | Salicional      | 8′ |
| 12.                | Gedackt         | 8′ |
| 13.                | Traversflöte    | 4′ |
| 14.                | Salicional      | 4′ |
| 15.                | Waldflöte       | 2′ |
| 16.                | Sesquialter II  |    |

| Pedalwerk C–f1 |           |     |
| 17.            | Subbass   | 16′ |
| 18.            | Octavbass | 8′  |
| 19.            | Octavbass | 4′  |
| 20.            | Posaune   | 16′ |

- Koppeln: II/I, I/P

## Glocken
Die Arneburger Kirche besitzt eines der umfangreichsten Geläute der Region. Die vier Glocken wurden 1924 durch die Firma Schilling&Lattermann aus Eisenhartguss gegossen. Die Nominalfolge lautet c′ – d′ – f′ – a′, alle Glocken läuten an gekröpften Jochen und besitzen ein Gesamtgewicht von ca. 7500 kg.